# Vlonderpad (Sloterpark)
Het Vlonderpad Sloterpark is een vlonderpad in de vorm van een bouwkundig kunstwerk in Amsterdam Nieuw-West.
Deze voetbrug is in 2012 gebouwd naar model van de firma Carve. Deze firma ontwerpt meestentijds speeltoestellen en het Vlonderpad is dan ook een geen normale verkeersbrug. De brug vormt de noordelijke afsluiting van natuurspeelplaats Natureluur in het Sloterpark en maakt deel uit van het voetpadenstelsel in het park. De brug heeft de vorm van een steiger van een jachthaven, maar er kunnen hier behoudens kano's en kajaks geen schepen komen. Het bijzondere aan het vlonderpad is dat het tevens een brug en pad is, samengesteld uit vast staande en drijvende delen. De brug ligt daarbij aan de zoom van een rietfilter.

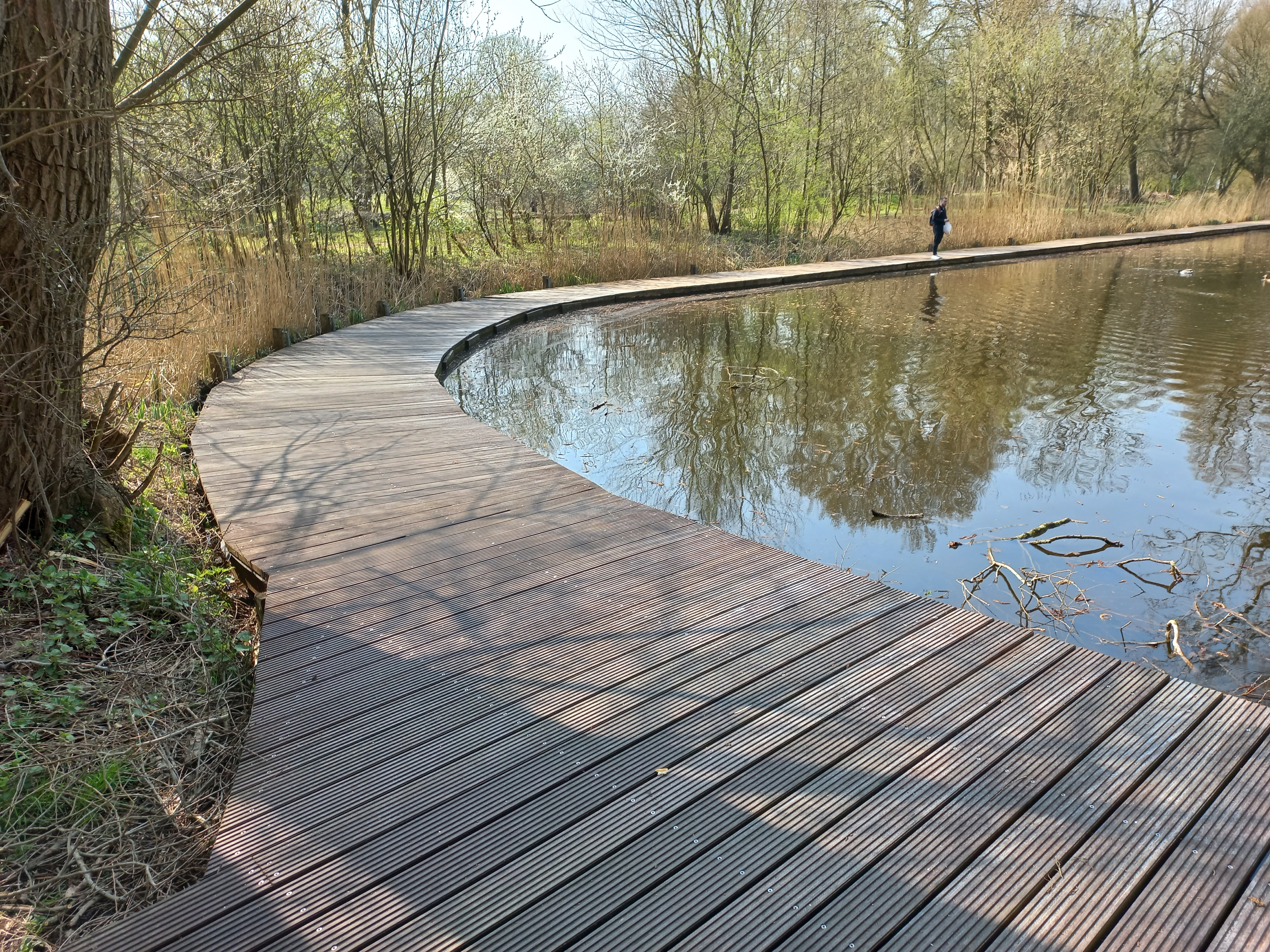
Vlonderpad tussen water en rietfilter (maart 2022)